# Дворец культуры железнодорожников (Гомель)
Дворец культуры железнодорожников им. В. И. Ленина (бел. Палац культуры чыгуначнікаў імя У. І. Леніна) — дом культуры, расположенный на Привокзальной площади в Гомеле, памятник архитектуры 30-х годов XX века. Является объектом Государственного списка историко-культурных ценностей Республики Беларусь.

## История
История возникновения Дворца культуры в Гомеле неразрывно связана с местным железнодорожным узлом. В 1918 году в городе был открыт клуб железнодорожников, который разместили в маленьком деревянном бараке. Простоял он недолго — был сожжён революционно настроенными массами, но уже в 1920 году был восстановлен и получил имя вождя русской революции Владимира Ильича Ленина.
Однако в связи с активным развитием транспортного узла клуб перестал справляться с возложенной нагрузкой, и к середине 20-х годов XX века городскими властями было принято решение о воздвижении нового дома культуры. Первый проект нового досугового центра был выполнен в 1924 году гомельским архитектором А. Кирилловым, однако в связи с новым экономическим курсом города и новыми требованиями к зданиями он был подвергнут критике. Рекомендации по доработке отвергнутого плана дал один из мэтров гомельской архитектуры Станислав Данилович Шабуневский, после чего в 1927—1928 годах был представлен практически иной проект клуба. Строительство нового здания железнодорожного клуба на Привокзальной площади в характерном для того времени стиле конструктивизма продолжалось 1928 по 1930 годы.
Во время Великой Отечественной войны здание клуба частично разрушилось. К 1950 году оно было восстановлено по проекту архитектора Игоря Пестрякова, приобретя свой современный вид: был надстроен третий этаж, изменено оформление фасадов, частично — внутренняя планировка. Постановлением Гомельского областного Совета профсоюзов от 12 февраля 1951 года железнодорожный клуб имени Ленина был переименован в Дворец культуры имени Ленина.
В начале 90-х в связи с аварийным состоянием Дворец культуры был закрыт, и с 1992 года началась реконструкция здания, которая продолжалась почти 20 лет. 6 мая 2011 года состоялось торжественное открытие обновлённого Дворца культуры на Привокзальной площади, приуроченное ко Дню Победы.
В настоящее время Дворец культуры железнодорожников входит в структуру Культурно-спортивного комплекса РУП «Гомельское отделение Белорусской железной дороги».

## Архитектура
Дворец культуры состоит из трёх чётко выделенных по функциональному назначению объёмов: театрально-концертного зала на 1111 мест с подсобными помещениями, клубной части и кинотеатра. В композиции доминирует объём театрально-концертного зала, который выступает за основную плоскость фасада. Интерьер зала решён в бело-голубой цветовой гамме с колоннадой боковых галерей.
Главный вход здания выполнен в виде классицистического портика и завершён треугольным фронтоном, который обрамлён карнизом с дентикулами. Над входом на втором этаже расположена лоджия-терраса. Угловой объём снаружи оформлен колоннами ионического ордера. Между окнами второго и третьего этажей — надоконные ниши.
Двухэтажный объём кинотеатра связан с клубной частью крытым переходом на уровне второго этажа. По периметру здания проходит карниз с дентикулами. Главный фасад завершён ступенчатым аттиком и балюстрадным парапетом.